# Reichsmarine
Reichsmarine era il nome assunto dalla marina militare del Deutsches Reich dal 1919 fino al 1935, anno in cui Adolf Hitler annunciò la nascita della Kriegsmarine.
Al termine della prima guerra mondiale, le unità militari dell'Impero tedesco si erano in gran parte disgregate come forze combattenti e la nuova Repubblica di Weimar, in seguito alle limitazioni quantitative e qualitative imposte dal trattato di Versailles, non poteva disporre che di una forza militare con capacità puramente difensive; un decreto del 6 marzo 1919 stabilì quindi la costituzione di una Vorläufige Reichswehr, comprendente un Vorläufige Reichsheer (le forze terrestri) e una Vorläufige Reichsmarine. La denominazione di Reichsmarine fu poi ufficialmente assunta dalle forze navali il 23 marzo 1921.
Sotto la direzione degli ammiragli Paul Behncke e Hans Zenker, la Reichsmarine si riorganizzò come forza combattente a dispetto dei forti limiti imposti dal trattato di Versailles: le poche e vecchie unità concesse furono rimesse in efficienza, e già a partire dai primi anni 1920 iniziò la progettazione e costruzione di navi di nuova concezione; contemporaneamente, i vertici militari tedeschi avviarono una serie di programmi segreti volti ad aggirare in maniera illegale le clausole imposte dagli Alleati, in particolare per quanto riguardava lo sviluppo e l'addestramento all'impiego di armamenti vietati, primi fra tutti i sommergibili.
Nel 1933, in seguito alla nomina di Adolf Hitler a Cancelliere del Reich, il programma di espansione fu ulteriormente potenziato mentre la Germania si liberava progressivamente dei limiti imposti in seguito alla prima guerra mondiale; nel 1935, con il completo rigetto del trattato di Versailles e la costituzione di nuove forze armate tedesche, la vecchia Reichsmarine assunse quindi la nuova designazione di Kriegsmarine ("Marina da guerra").

## Storia

### La fine della Marina imperiale

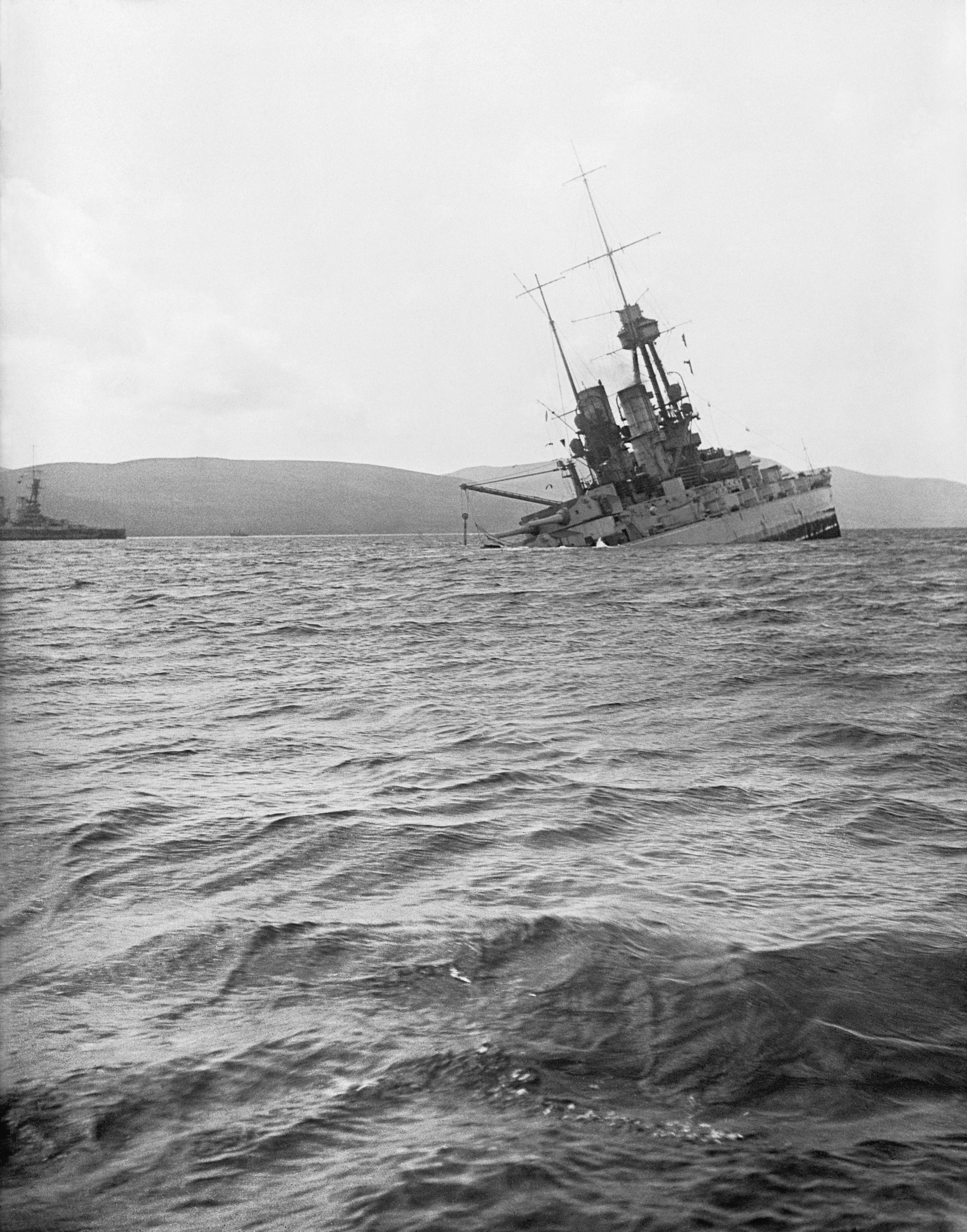
La nave da battaglia si autoaffonda a Scapa Flow il 21 giugno 1919

Al momento della firma dell'armistizio di Compiègne l'11 novembre 1918, la Marina imperiale tedesca (Kaiserliche Marine) conservava praticamente intatto il suo potenziale bellico che ne faceva la seconda marina militare del mondo per numero di unità principali: solo marginalmente intaccata da quattro anni di guerra, la Hochseeflotte ("Flotta d'alto mare") allineava ancora diciannove navi da battaglia tipo dreadnought, con altre due in costruzione, e cinque incrociatori da battaglia con altrettanti in costruzione, oltre a quattordici incrociatori leggeri, circa sessanta cacciatorpediniere e varie altre unità più obsolete; la flotta di sommergibili della Kaiserliche Marine, sviluppata nel corso della guerra fino a diventare la prima al mondo come numero di unità, nonostante le pesanti perdite patite durante la battaglia dell'Atlantico, comprendeva ancora 179 battelli completati e altri 149 in allestimento nei cantieri.
Se la situazione sotto il profilo delle unità disponibili era buona, essa era invece disastrosa per quanto riguardava gli equipaggi: il corpo dei sommergibilisti, costantemente impegnato in azione, poteva annoverare ancora ufficiali e marinai addestrati e motivati, ma gli equipaggi delle grandi unità da battaglia non avevano più preso parte a un'operazione importante fin dalla conclusione della battaglia dello Jutland del 1916, trascorrendo in pratica due interi anni immobilizzati nei porti; gli uomini erano abbandonati nell'inattività e nel tedio, ma ancora sottoposti a una dura disciplina. Quando, davanti al crollo del fronte occidentale nell'ottobre 1918, l'alto comando della Marina tedesca ordinò di far salpare l'intera Hochseeflotte per un'ultima missione lungo le coste britanniche, con nessun'altra funzione strategica che sostenere un'ultima grande battaglia in condizioni quasi suicide, gli equipaggi si ammutinarono in massa impedendo alle navi di uscire dai porti; al momento della firma dell'armistizio la flotta di superficie era ormai in mano a "consigli di marinai" di orientamento pacifista e antimilitarista, e la rivolta si era estesa alla popolazione delle città portuali e da qui al resto della Germania.
In ottemperanza alle clausole dell'armistizio, la Germania dovette consegnare agli Alleati vittoriosi tutte le sue unità di superficie più moderne e l'intera flotta di sommergibili perché venissero internate in porti nel Regno Unito. Al comando dell'ammiraglio Ludwig von Reuter, il nucleo centrale della Hochseeflotte (70 unità tra cui le undici più moderne dreadnought e tutti gli incrociatori da battaglia) salpò dalla Germania il 21 novembre 1918 per essere trasferito, sotto la scorta della flotta britannica e di uno squadrone statunitense, nella base di Scapa Flow, mentre i sommergibili venivano condotti in quella di Harwich.
Durante il tempo in cui il nuovo governo repubblicano tedesco insediatosi dopo l'abdicazione del kaiser portava avanti i difficili negoziati con gli Alleati in seno alla conferenza di pace di Parigi, la flotta internata a Scapa Flow rimase sostanzialmente abbandonata a sé stessa senza ordini e direttive; informato dei piani degli Alleati circa la spartizione tra di loro delle navi tedesche ed erroneamente convinto che le trattative di pace stessero per fallire, l'ammiraglio von Reuter diede segretamente disposizioni per preparare un autoaffondamento di massa della Hochseeflotte. Il 21 giugno 1919, approfittando di un allentamento della sorveglianza britannica, von Reuter diede l'ordine e nel giro di pochi minuti gran parte delle unità tedesche si autoaffondarono in massa adagiandosi sui fondali della base; il trattato di pace fu firmato dai delegati tedeschi una settimana più tardi.

### Le clausole di Versailles

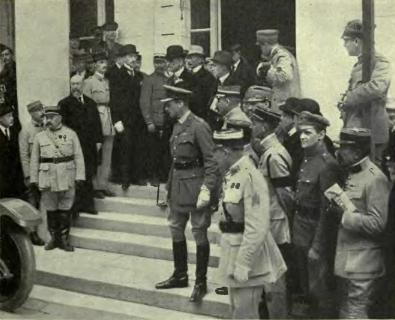
La delegazione tedesca lascia il Grand Trianon dopo la firma del trattato di Versailles

I termini imposti dal trattato di Versailles alla Germania, anche per via dell'intransigenza della Francia, si dimostrarono molto duri: oltre a imporre al Paese il pagamento di una pesantissima indennità di guerra a favore dei vincitori, tale da paralizzare per anni l'economia tedesca, il trattato prevedeva severe riduzioni di forze armate e armamenti, onde impedire alla Germania di costituire una credibile minaccia militare negli anni a venire.
Le disposizioni riguardanti la marina militare erano elencate negli articoli da 181 a 197 del trattato. Alla Germania fu consentito di mantenere in servizio solo una ridotta flotta costituita da:
- sei navi da battaglia pre-dreadnought appartenenti alle classi Deutschland e Braunschweig, con altre due unità tenute in riserva[N 2];
- sei incrociatori leggeri più altri due di riserva;
- dodici cacciatorpediniere più altri quattro di riserva;
- dodici torpediniere più altre quattro di riserva.

Tutte le altre unità da guerra non comprese in questo elenco, e in particolare tutte le navi varate dopo il 1913, dovevano essere disarmate e consegnate agli Alleati entro due mesi dall'entrata in vigore del trattato. Tutti i sommergibili e le navi salvataggio sommergibili, anche in costruzione, dovevano essere consegnati agli Alleati o demoliti in Germania; le navi ancora presenti in porti non tedeschi erano definitivamente confiscate a vantaggio degli Alleati, e i mercantili armati come incrociatori ausiliari dovevano essere riportati allo stato di navi civili. Le navi rimaste in servizio potevano imbarcare solo le armi, i materiali bellici e la dotazione di proiettili e siluri stabilita dalla commissione di controllo alleata, tutte le altre riserve dovevano essere distrutte o rese inoperative.
Era vietato costruire o acquistare all'estero sommergibili e navi in eccesso rispetto alle quote stabilite per ogni categoria, e le navi in servizio non potevano essere sostituite da altre di nuova costruzione prima che fossero passati 20 anni dal loro varo (15 anni per cacciatorpediniere e torpediniere) salvo il rimpiazzo di unità perdute per incidenti; erano fissati precisi limiti costruttivi per le nuove unità:

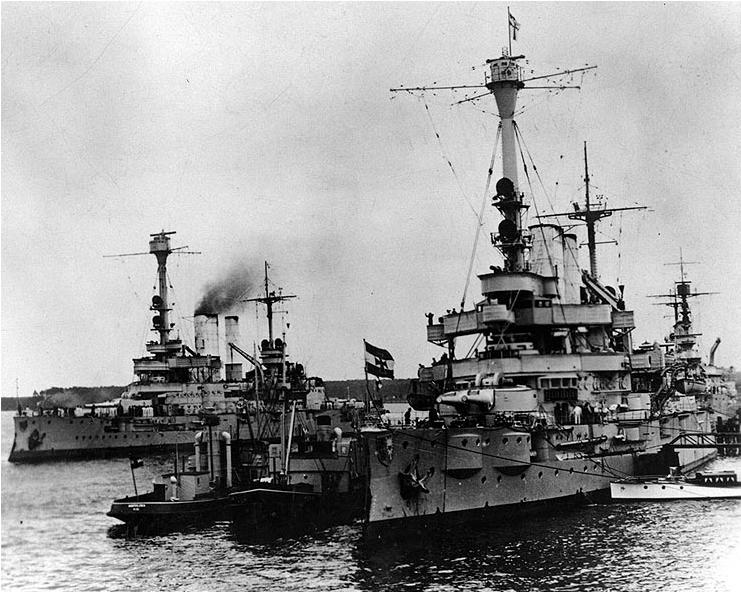
Tre delle navi da battaglia concesse alla Germania dal trattato di Versailles: in primo piano la Schleswig-Holstein, dietro la e a sinistra la Schlesien

- le navi da battaglia non dovevano eccedere le 10 000 long ton (10 160 tonnellate) di dislocamento e non potevano imbarcare cannoni di calibro superiore ai 280 mm;
- gli incrociatori non dovevano eccedere le 6 000 long ton (6 100 tonnellate) di dislocamento e non potevano imbarcare cannoni di calibro superiore ai 152 mm;
- i cacciatorpediniere non dovevano eccedere le 800 long ton (810 tonnellate) di dislocamento, mentre il limite di dislocamento per le torpediniere era fissato a 200 long ton (200 tonnellate).

Alla Marina fu consentito di mantenere in servizio solo 15 000 uomini, ripartiti in 1 500 ufficiali, 3 500 sottufficiali e 10 000 marinai, comprendendo nel totale il personale imbarcato, quello dei servizi a terra e la guardia costiera. Il servizio militare di leva era abolito ed era fatto divieto di costituire una riserva di personale addestrato non ricompresa nel totale precedente; il servizio militare volontario nella Marina non poteva eccedere i 25 anni consecutivi per gli ufficiali e i 12 anni consecutivi per sottufficiali e marinai, ed era fatto divieto di impartire addestramento paramilitare al personale della marina mercantile. Il personale in esubero non poteva essere trasferito ad altri corpi militari e i congedi annui non potevano superare il 5% della quota fissata.
Alla Germania fu imposto di bonificare i tratti di mare da lei minati durante la guerra, di smantellare le fortificazioni costruite a protezione degli accessi al mar Baltico e tutte le batterie costiere di calibro superiore ai 280 mm; le restanti fortificazioni costiere potevano essere mantenute ma senza incrementarne il numero di cannoni. Alla Marina era infine vietato il possesso di qualunque dirigibile, aereo da guerra o idrovolante, salvo un centinaio di apparecchi per le operazioni di sminamento e comunque non oltre il 1º ottobre 1919.

### La nuova Marina
Fin dall'abdicazione del kaiser, il nuovo governo della Repubblica di Weimar si era ritrovato a gestire la difficile fase di transizione dal precedente regime imperiale al nuovo ordinamento repubblicano. Il 6 marzo 1919 il parlamento tedesco da poco insediato approvò l'istituzione di un nuovo complesso di forze armate designato come Vorläufige Reichswehr ("Forza difensiva nazionale provvisoria"), composto da un Vorläufige Reichsheer ("Esercito nazionale provvisorio") e da una Vorläufige Reichsmarine ("Marina nazionale provvisoria"); con la legge sul servizio militare del 23 marzo 1921, la forza navale fu ridesignata semplicemente come "Reichsmarine" con effetto retroattivo al 1º gennaio 1921: la bandiera della vecchia Marina imperiale fu definitivamente ammainata dalle unità navali tedesche e rimpiazzata con la nuova insegna repubblicana.
I primi anni di vita della Repubblica di Weimar furono caratterizzati da scontri armati in lungo e in largo per il paese tra le milizie dei movimenti di estrema sinistra e le formazioni paramilitari (Freikorps) messe in campo dai partiti reazionari di destra; privi di disciplina e in pratica abbandonati senza ordini, molti membri della ormai ex marina imperiale si unirono ai disordini militando in entrambi gli schieramenti: due delle formazioni che si distinsero in particolare furono da un lato la Volksmarinedivision ("Divisione navale del popolo"), attiva nei disordini di Berlino a fianco dei movimenti di estrema sinistra e poi sciolta nel marzo 1919, e dall'altro la Marinebrigade Ehrhardt ("Brigata navale Ehrhardt", dal nome del suo comandante capitano di corvetta Hermann Ehrhardt), un Freikorp che operò sia contro i miliziani di sinistra sia contro i ribelli polacchi nel corso delle rivolte nella Slesia fino al suo incorporamento nella Reichswehr nel marzo 1920.

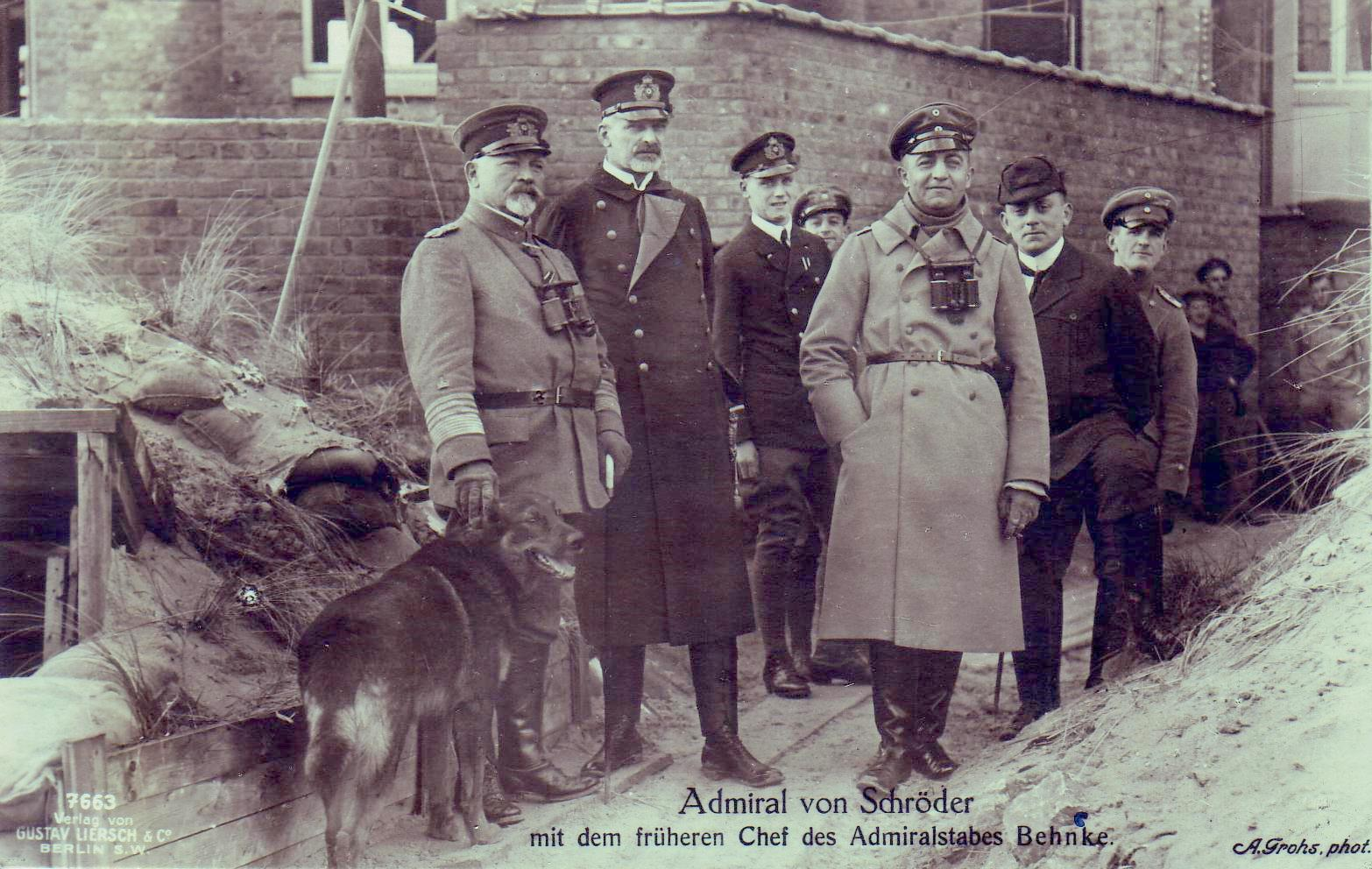
Il viceammiraglio Paul Behncke (secondo da sinistra), uno dei principali artefici della riorganizzazione della Marina militare tedesca

Primo comandante della Reichsmarine, con la designazione di "Chef der Admiralität" ("Comandante dell'Ammiragliato"), fu designato il 26 marzo 1919 il contrammiraglio Adolf von Trotha; lo stato maggiore della ex Marina imperiale (Admiralstab) assunse la denominazione di Marineleitung ("Comando navale supremo"), e come il suo equivalente dell'esercito fu direttamente subordinato alla direzione del Ministero della Difesa (Reichswehrministerium). Von Trotha, promosso viceammiraglio il 21 ottobre 1919, diresse una prima fase di riorganizzazione della forza navale, gestendo in particolare le operazioni di sminamento delle coste tedesche imposte dal trattato di Versailles: circa 300 unità dragamine furono impegnate in questo compito nei tre anni successivi, con notevoli difficoltà a causa dell'estrema politicizzazione e dell'insofferenza alla disciplina degli equipaggi. Coinvolto negli eventi del "Putsch di Kapp" (un tentativo di colpo di Stato intrapreso dai movimenti reazionari), von Trotha dovette rassegnare le dimissioni il 22 marzo 1920; dopo un breve interregno da parte del contrammiraglio William Michaelis, il comando della Marina passò quindi al viceammiraglio Paul Behncke il 1º settembre 1920.

### La ricostruzione

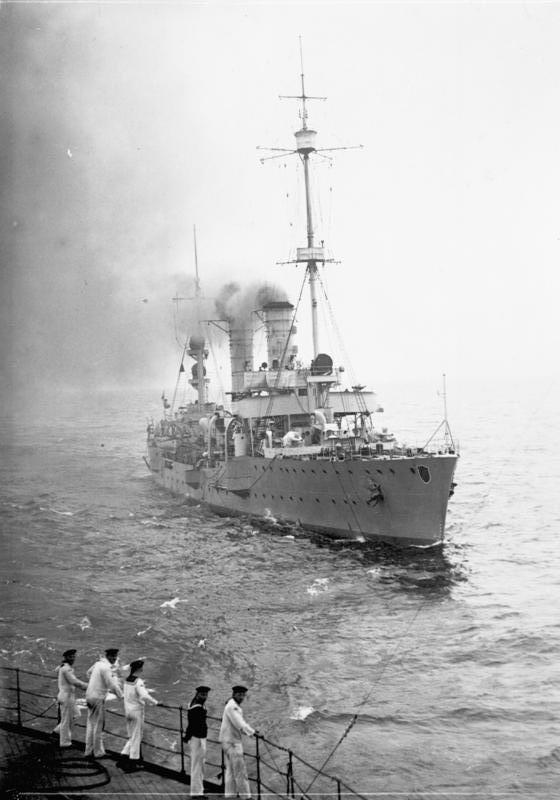
L'incrociatore in servizio con la Reichsmarine

Sotto la direzione di Behncke la ricostruzione della Marina militare tedesca poté iniziare pienamente. Il materiale a disposizione della Reichsmarine non era ottimale: le cinque unità della classe Braunschweig (Braunschweig, Elsass e Hessen in servizio attivo, Preussen e Lothringen in riserva ma ben presto trasformate in navi appoggio dragamine) e le tre della classe Deutschland (Schleswig-Holstein, Hannover e Schlesien) risalivano all'inizio degli anni 1900 ed erano già state ritirate dal servizio attivo nel 1916-1917 a causa della loro obsolescenza, in alcuni casi sbarcando anche i cannoni principali per l'impiego a terra; gli otto incrociatori leggeri (Berlin e Hamburg della classe Bremen, Nymphe, Thetis, Amazone, Medusa, Niobe e Arcona della classe Gazelle) erano buone unità ma logorate per l'intenso uso negli anni precedenti la prima guerra mondiale e durante il conflitto, mentre i pochi cacciatorpediniere e torpediniere concessi dal trattato di Versailles erano in maggioranza unità vecchie e male armate.
Alcuni punti del trattato di pace tornarono però a vantaggio dell'opera di ricostruzione della Reichsmarine. Le unità concesse erano tutte piuttosto datate, con già dieci o quindici anni di servizio, e ciò consentiva, rispettando le stesse clausole di Versailles, di progettarne il rimpiazzo con navi di nuova costruzione già a partire dalla prima metà degli anni 1920; più importante ancora si rivelò il rigido contingentamento del personale e l'abolizione della leva a favore di un servizio volontario a lunga ferma: l'intenzione degli Alleati era di rendere poco attrattivo il servizio in una forza piccola, incapace di espandersi e quindi con ridotte prospettive di carriera, ma, anche complice la grave crisi economica del dopoguerra in Germania, la Reichsmarine si ritrovò con un alto numero di richieste di arruolamento, consentendo il lusso di selezionare solo i candidati più preparati e andando così a costituire dei quadri altamente addestrati come ossatura per una possibile espansione futura.

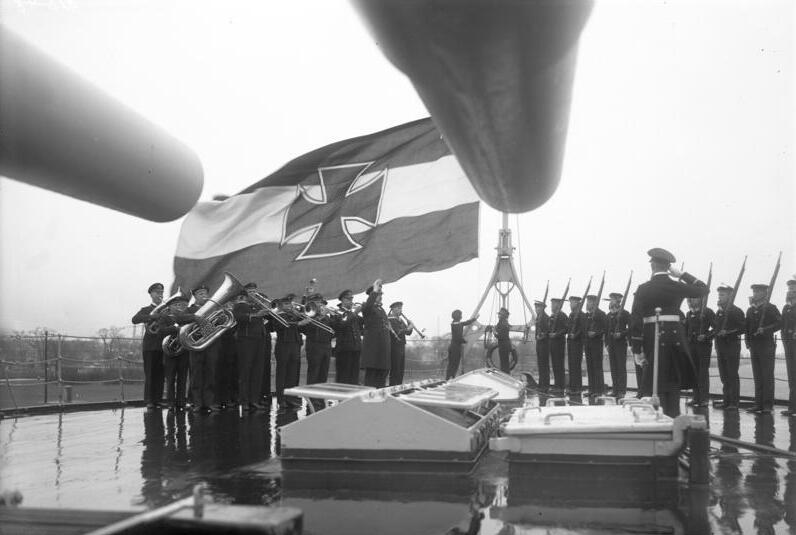
Una cerimonia a bordo della Schleswig-Holstein con, in primo piano, la nuova bandiera della Reichsmarine

Behncke puntò inizialmente sul ripristino delle vecchie pre-dreadnought concesse dal trattato di pace, tentando anche di fornirle degli apparati e dei dispositivi tecnico-militari più recenti in modo che potessero efficacemente sostenere il ruolo di navi da difesa costiera e unità d'addestramento. Già alla fine del 1922 erano stati riattivati due comandi navali, uno per il Mare del Nord con sede a Wilhelmshaven e dotato della corazzata Braunschweig, di due incrociatori, di sei cacciatorpediniere e di altrettante torpediniere, e uno per il Mar Baltico a Kiel con la Hannover, quattro incrociatori, sei cacciatorpediniere e sei torpediniere; furono inoltre istituiti sette dipartimenti per la Difesa costiera (quattro per la costa del Baltico e tre per quella del Mare del Nord), un ispettorato per l'artiglieria e uno per siluri e mine, delle scuole navali a Kiel e Flensburgo e altre strutture organizzative di supporto. Mentre proseguiva il ripristino delle vecchie pre-dreadnought (le ultime rientrarono in servizio alla metà degli anni 1920), nel 1921 Behncke avviò la progettazione di una prima unità di nuova costruzione che prendesse il posto dell'anziano incrociatore Niobe, il quale aveva ormai superato il limite dei 20 anni d'età (era stato varato nel 1899): l'incrociatore leggero Emden fu quindi impostato a Wilhelmshaven l'8 dicembre 1921, ma l'opposizione della commissione di controllo alleata impedì di adottare soluzioni particolarmente innovative sulla nuova unità, obbligando i progettisti tedeschi a basarsi su un vecchio progetto risalente agli ultimi anni della prima guerra mondiale; la grave crisi economica in cui si dibatteva la Germania ritardò il completamento dei lavori della nave fino all'ottobre del 1925, quando infine entrò pienamente in servizio.
Per l'addestramento venne acquisita nel 1922 la Niobe, una nave a vela sequestrata durante la prima guerra mondiale e riattata per ospitare i cadetti dell'Accademia Navale; questa misura di emergenza si rese necessaria per supplire alla carenza di navi scuola, cedute agli Alleati in conto riparazioni dei danni di guerra. La nave però affondò nel luglio 1932 in una tempesta nel mar Baltico perché vennero trascurate delle misure di sicurezza, come lasciare aperti i portelli degli oblò a causa del caldo, e la sua struttura non era fatta per contrastare un ribaltamento a causa di una compartimentazione inadeguata; in seguito all'incidente, nuove tecniche di progettazione vennero concepite e il risultato furono navi più sicure come la classe di navi scuola Gorch Fock.
Oltre a curare il ripristino della flotta, Behncke si preoccupò anche di tracciare per questa un indirizzo strategico e di sviluppo ben preciso. Scartata anche solo l'idea di un confronto con il Regno Unito, impossibile da sostenere, la Reichsmarine si preparò a un conflitto localizzato principalmente nel Baltico contro la Polonia, anche per via delle contese tra questa e la Germania circa la questione del corridoio di Danzica: fu preso in considerazione sia un confronto con i soli polacchi, verso cui la Reichsmarine aveva un notevole vantaggio quantitativo e qualitativo viste le poche e vecchie unità in servizio con la Marynarka Wojenna, sia un intervento a loro favore della Francia con l'invio da parte di questa di una squadra navale nel Baltico, prevedendo quindi il concentramento della flotta a Kiel per bloccare gli accessi al bacino. Proprio la concessione del corridoio di Danzica alla Polonia da parte del trattato di Versailles si rivelò un altro punto a favore della Reichsmarine: la Marina era in forte competizione con l'Esercito per la ripartizione dei pochi fondi che la crisi economica lasciava disponibili per le forze armate, e la necessità di mantenere i collegamenti marini con l'isolata Prussia orientale giocò a favore del mantenimento di una forza navale efficiente.

### Progetti leciti e illeciti

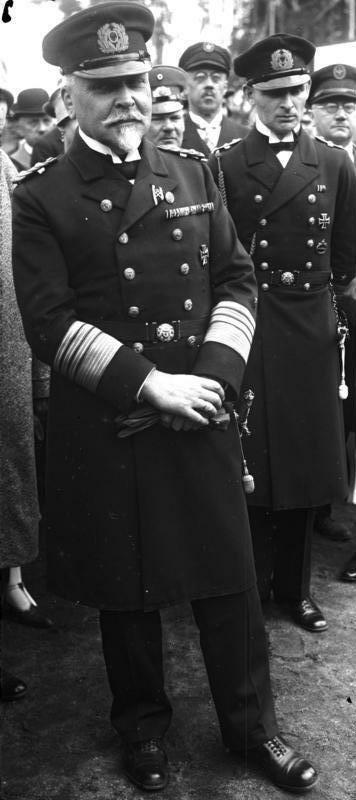
L'ammiraglio Hans Zenker

Il 1º ottobre 1924 Behncke si ritirò dal servizio attivo venendo rimpiazzato alla direzione del Marineleitung dal viceammiraglio Hans Zenker, già ispettore dell'artiglieria. Zenker portò avanti i programmi di modernizzazione della flotta tedesca, beneficiando anche della ripresa economica della Germania sotto il governo dei cancellieri Gustav Stresemann e Wilhelm Marx: nel maggio 1925 fu impostata la prima unità della classe Möwe, una serie di grosse torpediniere d'altura comprendente dodici unità realizzate entro l'agosto 1929 per sostituire i decrepiti cacciatorpediniere dell'epoca della prima guerra mondiale, mentre tra l'aprile e l'agosto 1926 furono messi in cantiere i tre nuovi incrociatori leggeri della classe Königsberg, entrati poi in servizio alla fine degli anni 1920. Nella realizzazione di queste unità furono rispettati i limiti qualitativi imposti dal trattato di Versailles, ma abilmente sfruttata la scappatoia offerta dal trattato navale di Washington del 6 febbraio 1922: in materia di costruzioni navali il trattato (di cui la Germania non era parte ma a cui aderirono tutte le principali potenze navali del periodo) basava il calcolo del dislocamento sulla nave "vuota", senza considerare il peso di munizioni, carburante, provviste ed equipaggio; una differenza notevole che poteva essere ben sfruttata dai progettisti tedeschi (i Königsberg, ad esempio, avevano un dislocamento di poco più di 6 000 tonnellate a vuoto ma di 7 800 tonnellate con la nave a pieno carico). L'adozione di tecniche costruttive innovative, come la realizzazione dello scafo tramite saldatura invece che per rivettatura o chiodatura, consentì poi un ulteriore risparmio di peso; la tecnica di saldatura, che divenne da allora uno standard costruttivo, velocizzò anche notevolmente i tempi di realizzazione delle navi, fatto che trovò la sua massima applicazione in termini di ottimizzazione delle risorse nella costruzione delle navi Liberty anche se rendeva lo scafo meno elastico.
Contemporaneamente, la Reichsmarine perseguì il suo potenziamento anche tramite operazioni meno rispettose delle clausole di Versailles. Sotto la direzione del generale Hans von Seeckt, fin dai primi anni 1920 la Reichswehr avviò svariati programmi segreti per potenziare le proprie capacità militari a discapito dei vincoli imposti da Versailles, ammassando armi, addestrando personale e svolgendo ricerche in settori vietati anche grazie all'inefficace vigilanza delle commissioni di controllo alleate; se la Marina non poteva occultare agli occhi degli anglo-francesi la costruzione di grosse unità da guerra, ciò nonostante portò avanti una serie di attività "illegali" tramite lo stanziamento di appositi fondi neri non iscritti nel suo bilancio ufficiale. Nel luglio 1922 la Reichsmarine finanziò segretamente la fondazione della Ingenieurskantoor voor Scheepsbouw (IvS), una società con sede a L'Aia nei Paesi Bassi comprendente tecnici e specialisti provenienti dai principali costruttori navali tedeschi: ufficialmente impegnata nella progettazione e costruzione di sommergibili per nazioni estere come Turchia e Finlandia, la IvS fu determinante nel mantenere il patrimonio di conoscenze relative alla realizzazione di unità subacquee accumulato dalla Germania durante la prima guerra mondiale, proseguendo lo sviluppo tecnologico e accumulando componenti essenziali. Il primo progetto fu quello della Klasse IA Hochsee-Tauchboot (sottomarino d'altura Classe IA) del 1934.

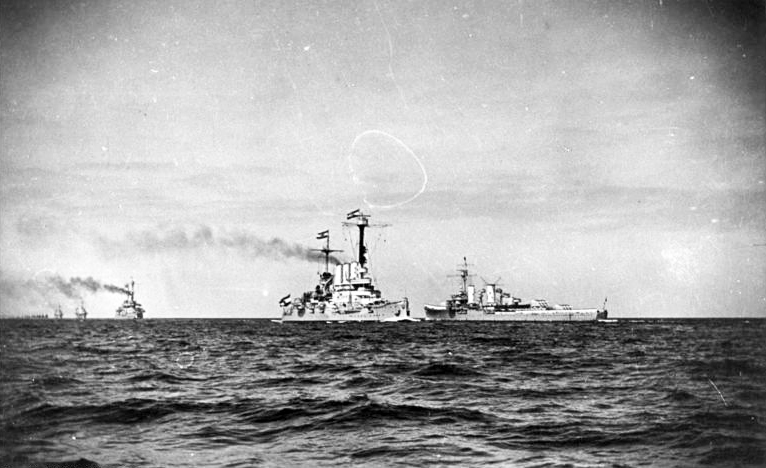
Unità della Reicshmarine in esercitazione alla fine degli anni 1920: un incrociatore della classe Königsberg (a destra) sfila lungo una linea di vecchie pre-dreadnought

Zenker proseguì i programmi illegali avviati dal suo predecessore: furono avviati corsi segreti per l'addestramento degli ufficiali della Reichsmarine in settori vietati, primo tra tutti quello della guerra subacquea, nonché per lo studio di nuove tattiche di combattimento navale; furono portati avanti progetti di nuovi armamenti, come lo sviluppo di una nuova mina navale ad attivazione magnetica, nonché studi in materia di aviazione navale dietro il paravento della sezione idrovolanti della compagnia aerea nazionale. Le industrie tedesche proseguirono lo sviluppo dei sistemi di puntamento dell'artiglieria e degli strumenti di calcolo del tiro, un settore in cui la Germania era all'avanguardia, nonché nuovi cannoni pesanti e nuove tecniche siderurgiche in materia di corazze per navi da guerra.

### Le corazzate tascabili
Gli sviluppi tecnologici portati avanti in maniera più o meno lecita dalla Germania si rivelarono importanti in una questione sollevata fin dal 1923, ovvero il rimpiazzo delle obsolete corazzate pre-dreadnought con unità di nuova costruzione. Il dislocamento massimo di 10 000 tonnellate concesso dal trattato di Versailles per tale tipo di unità rappresentava un grosso ostacolo, visto che esso si addiceva più a un incrociatore che a vere e proprie navi da battaglia, ma le nuove tecniche costruttive e i nuovi materiali consentivano di immaginare progetti ambiziosi. Il rimpiazzo delle corazzate finì per coinvolgere anche problemi di strategia generale, relativi al modo in cui la Marina tedesca voleva proseguire il proprio sviluppo, e al comando della Reichsmarine furono prospettati due diversi tipi di navi: in primo luogo un grosso monitore corazzato, bene armato ma fondamentalmente destinato solo a un ruolo difensivo delle acque costiere tedesche, in secondo luogo un'unità ibrida tra l'incrociatore e la corazzata, molto veloce ma anche bene armata e protetta, che potesse svolgere un ruolo molto più offensivo di caccia al traffico navale nemico in mare aperto.

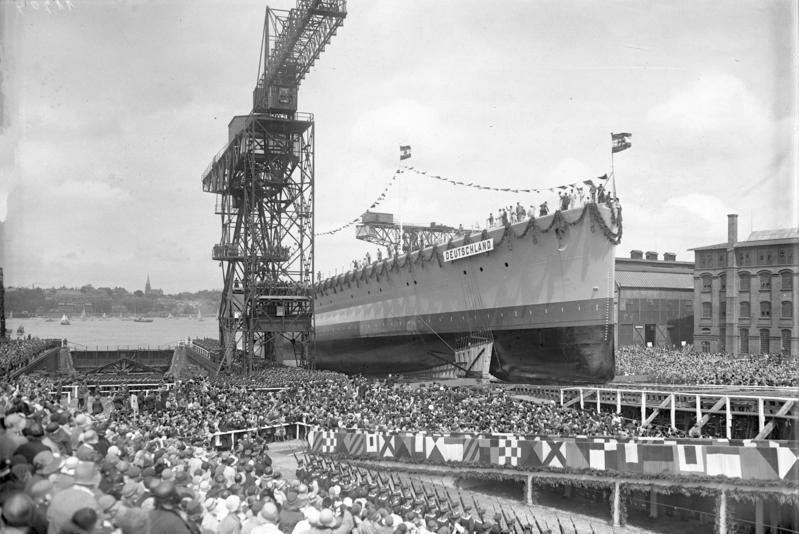
Il varo della Deutschland il 19 maggio 1931

Già dal 1926 l'ammiraglio Zenker decise di puntare su questo secondo tipo di unità, ma non poté portare a termine i suoi piani. Nel 1927 una commissione d'inchiesta del parlamento tedesco, promossa dai partiti più antimilitaristi, portò alla scoperta del sistema di fondi neri della Reichsmarine sostenuto dal capitano di corvetta Walter Lohmann, un importante collaboratore di Zenker. Lo scandalo obbligò alle dimissioni sia Lohmann sia il ministro della Difesa Otto Geßler, rimpiazzato dal più legalitario generale Wilhelm Groener: questi si impegnò a fondo perché la Reichswehr abbandonasse i programmi più apertamente illegali fino ad allora condotti e cessasse la gestione dei suoi abbondanti fondi neri (arrivati ad ammontare a sei miliardi di marchi nel solo 1928); il nuovo corso inaugurato da Groener e gli effetti a lungo termine dello scandalo Lohmann obbligarono infine Zenker a rassegnare le sue dimissioni, venendo sostituito alla guida del Marineleitung dall'ammiraglio Erich Raeder il 1º ottobre 1928.
Quando Raeder assunse la direzione della Marina, il dibattito in merito alle nuove corazzate tedesche era in pieno svolgimento: in parlamento era forte l'opposizione dei partiti socialdemocratico e comunista, ostili a dirottare risorse economiche in un progetto per un'arma dalle caratteristiche prettamente offensive, ma la loro posizione uscì indebolita dalle elezioni del maggio 1928 e il progetto fu infine approvato nel novembre seguente. La prima unità della classe, la Deutschland, fu impostata il 5 febbraio 1929 per essere infine completata il 1º aprile 1931; altre due unità, la Admiral Scheer e la Admiral Graf Spee, furono messe in cantiere rispettivamente il 25 giugno 1931 e il 1º ottobre 1932, dopo nuove accese discussioni tra le forze politiche. Le "corazzate tascabili" della classe Deutschland erano innovative sotto vari aspetti: l'adozione di varie tecniche costruttive, come lo scafo realizzato per saldatura e la corazzatura in acciaio a basso contenuto di nichelio, consentirono di risparmiare peso rimanendo nel limite delle 10 000 tonnellate con la nave vuota (sforandolo però di più di 4 000 tonnellate a pieno carico) e al tempo stesso di dotare l'unità di una buona protezione balistica; l'armamento principale fu parimenti rispettoso dei limiti di Versailles, basato come era su sei cannoni da 280 mm, risultando però superiore a quello degli incrociatori di pari dimensioni che per effetto del trattato di Washington non potevano imbarcare cannoni di calibro superiore ai 203 mm. Con una scelta radicale per l'epoca, l'apparato propulsivo fu basato interamente su motori Diesel che, oltre a garantire l'elevata autonomia di 10 000 miglia nautiche alla velocità di crociera di 20 nodi (molto utile in quanto la Germania non possedeva basi navali al di fuori del suo territorio nazionale), consentiva alle unità di toccare una velocità massima di 28 nodi; come risultato, le Deutschland risultavano meglio armate delle navi più veloci di loro e più veloci delle navi meglio armate di loro.
Cercando di accodarsi alla tendenza di molte nazioni a dotarsi di quello che veniva definito Washington Treaty Cruiser Killer (un "distruttore degli incrociatori" conformi ai dettami del trattato di Washington), anche Zenker fece progettare un modello di incrociatore da battaglia che doveva essere dotato di cannoni da 305 mm invece dei 203 mm permessi dal trattato di Versailles e un adeguato tonnellaggio, intorno alle 17 500 tonnellate; era una concessione che sperava di poter negoziare visto che la Germania, col patto di Locarno del 1925, era rientrata nel consesso della diplomazia mondiale. Oltre agli 8 cannoni da 305 mm e a nove cannoni da 150 mm, questo incrociatore doveva essere spinto da turbine, che gli avrebbero dato una minore autonomia ma una velocità di 34 nodi; questa richiesta di negoziazione però non fu neanche proposta dai diplomatici tedeschi e il progetto rimase nei cassetti.

### La nascita della Kriegsmarine

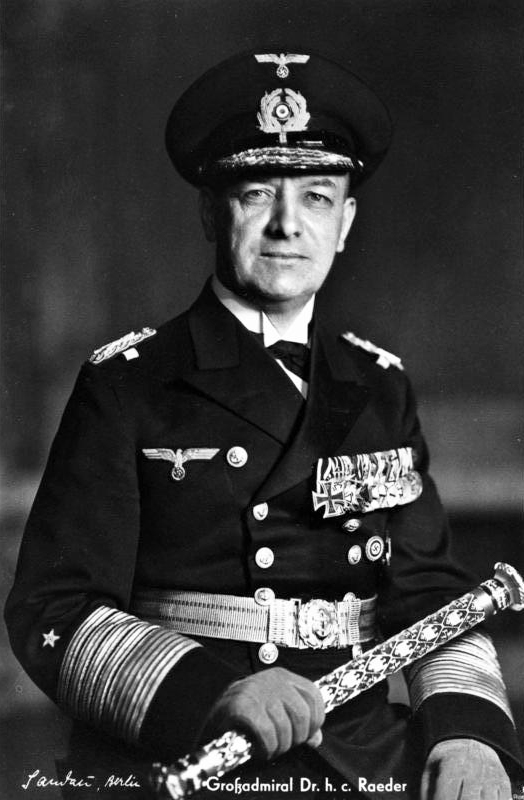
Erich Raeder, ultimo comandante della Reichsmarine e comandante della Kriegsmarine dal 1935 al 1943

Estraneo al caso Lohmann e in buoni rapporti con il nuovo cancelliere Kurt von Schleicher, Raeder poté continuare lo sviluppo della Reichsmarine rimanendo sostanzialmente nel solco tracciato dall'amministrazione dell'ammiraglio Zenker. Oltre a proseguire la costruzione delle due corazzate tascabili già impostate (il cui completamento si sarebbe avuto rispettivamente nel novembre 1934 e nel gennaio 1936), Raeder dettò un piano quinquennale per il periodo 1931-1936 che avrebbe dovuto portare al completo rinnovo della flotta autorizzata da Versailles (otto corazzate, otto incrociatori e sedici cacciatorpediniere): il 28 aprile 1929 fu impostata la prima unità di una nuova classe di incrociatori leggeri, la classe Leipzig, mentre nell'ottobre del 1934 fu messa in cantiere una nuova classe di cacciatorpediniere, la Zerstörer 1934. Contemporaneamente, furono portati avanti anche programmi più "illegali": il sommergibile Vesikko, costruito tra il 1931 e il 1933 dalla IvS ufficialmente per conto della Finlandia, fu in realtà segretamente impegnato in attività addestrative per gli ufficiali tedeschi con la piena connivenza delle autorità di Helsinki; nel luglio 1933 la Reichsmarine istituì a Kiel una "Scuola per la difesa anti-sommergibile" (Unterseebootsabwehrschule), che a dispetto del nome era in realtà destinata alla formazione degli equipaggi dei sommergibili stessi, e la IvS iniziò a produrre parti prefabbricate per l'assemblaggio rapido di una serie di piccoli sommergibili costieri (la futura classe U-Boot Tipo II) basati sul progetto del Vesikko, con la previsione di 16 battelli pronti per il montaggio entro il 1938.
Il clima politico tedesco era però in rapido cambiamento. Il 28 gennaio 1933 l'anziano presidente Paul von Hindenburg sostituì von Schleicher, ormai privo di appoggio dai partiti ultraconservatori, con l'astro nascente della politica tedesca, il segretario del Partito Nazionalsocialista Tedesco dei Lavoratori Adolf Hitler; una volta al potere, Hitler lavorò rapidamente per consolidare la sua posizione: approfittando dell'incendio del Reichstag del 27 febbraio 1933, Hitler fece approvare un apposito decreto per sospendere vari articoli della costituzione e mettere fuori gioco i partiti dell'opposizione di sinistra proprio in vista di una nuova tornata elettorale che, nel marzo seguente, vide la schiacciante vittoria del Partito Nazionalsocialista; il 24 marzo 1933 il Decreto dei pieni poteri accentrò il potere legislativo nelle mani del gabinetto di Hitler il quale, dopo aver eliminato gli ultimi scampoli di opposizione interna nel corso della "notte dei lunghi coltelli", alla morte di Hindenburg il 2 agosto 1934 riunì le cariche di presidente e cancelliere assumendo l'incarico di Führer und Reichskanzler ("Guida e Cancelliere del Reich").
Hitler era fermamente ostile all'assetto di poteri dettato in Europa dal trattato di Versailles, ma vista l'impreparazione della Germania a una guerra su ampia scala decise di agire inizialmente per vie diplomatiche, mostrando un atteggiamento conciliante: pur autorizzando la Reichsmarine a proseguire i suoi studi sui sommergibili e a progettare una versione potenziata delle Deutschland che violava ampiamente i limiti di dislocamento previsti da Versailles (progetto evoluto poi in quello delle due unità della classe Scharnhorst), Hitler cercò apertamente un riconoscimento ufficiale dei progetti di riarmo tedeschi da parte delle grandi potenze. Il 16 marzo 1935 Hitler annunciò ufficialmente il rigetto da parte della Germania delle limitazioni imposte dal trattato di Versailles in materia di armamenti e la reintroduzione della leva militare obbligatoria, ma al tempo stesso mantenne aperto un canale di trattativa con il Regno Unito che portò il 18 giugno seguente alla stipula di un accordo navale anglo-tedesco: legalizzando in pratica la violazione del trattato di Versailles, l'accordo consentiva alla Germania di costruire navi da guerra per un tonnellaggio complessivo pari al 35% di quello della flotta britannica (il 45% per quanto riguardava i sommergibili), riconoscendo quindi alla Reichsmarine un limite di 425 865 ton di naviglio in luogo delle 144 000 ton autorizzate da Versailles.
Senza più alcun vincolo, lo sviluppo della Marina tedesca poté proseguire indisturbato. Il 1º giugno 1935, nell'ambito della riorganizzazione delle forze armate tedesche (Wehrmacht), la vecchia Reichsmarine assunse la nuova denominazione di Kriegsmarine ("Marina da guerra"), avviando subito ampi programmi per il suo potenziamento.

## Unità
Unità in servizio con la Reichsmarine.

### Unità ereditate dalla Kaiserliche Marine
Navi da battaglia
- Classe Braunschweig: Braunschweig, Elsass, Hessen, Preussen, Lothringen.
- Classe Deutschland: Schleswig-Holstein, Hannover, Schlesien.

Incrociatori leggeri
- Classe Gazelle: Nymphe, Thetis, Amazone, Medusa, Niobe, Arcona.
- Classe Bremen: Berlin, Hamburg.

Cacciatorpediniere
- Großes Torpedoboot 1906: G175 (poi T175), V185 (poi T185), V190 (poi T190), G196 (poi T196).
- Großes Torpedoboot 1911: V1, V2, V3, V5, V6, G7 (poi T108), G8 (poi T109), G10 (poi T110), G11 (poi T111), S18, S19, S23.

Torpediniere
- Großes Torpedoboot 1906: S139 (poi T139), S141 (poi T141), S143 (poi T143), S144 (poi T144), S146 (poi T146), S148 (poi T148), S149 (poi T149), V151 (poi T151), V152 (poi T152), V153 (poi T153), V154 (poi T154), V155 (poi T155), V156 (poi T156), V157 (poi T157), V158 (poi T158), S168 (poi T168).

Altro
- 38 dragamine
- 18 navi picchetto
- 8 navi guardapesca
- 2 navi officina
- 7 navi scuola artiglieri

### Unità di nuova costruzione
Corazzate tascabili
- Classe Deutschland: Deutschland, Admiral Scheer, Admiral Graf Spee.

Incrociatori leggeri
- Emden
- Classe Königsberg: Königsberg, Karlsruhe, Köln.
- Classe Leipzig: Leipzig, Nürnberg.

Torpediniere
- Classe Möwe: 
  - Tipo Raubvogel o Torpedoboot 1923: Möwe, Falke, Greif, Kondor, Albatros, Seeadler.
  - Tipo Raubtier o Torpedoboot 1924: Wolf, Iltis, Jaguar, Leopard, Luchs, Tiger.

Altro
- Navi scuola a vela: Niobe, Gorch Fock
- Nave scuola artiglieri Bremse
- 16 motodragamine (R-Boot)
- 8 motosiluranti (S-Boot)
- 2 navi guardapesca

## La bandiera

Insegna navale tedesca 1903-1919; de facto insegna navale della Reichsmarine dal 1919 al 1921
Insegna navale tedesca approvata nel 1919 ma mai entrata in uso
Variante dell'insegna navale proposta nel settembre 1920, mai entrata in uso
Variante dell'insegna navale proposta nell'ottobre 1920, mai entrata in uso
Insegna navale tedesca 1922-1933
Insegna navale tedesca 1933-1935

Il corpo ufficiali della Reichsmarine rimase sempre molto legato alle tradizioni della precedente Kaiserliche Marine, una questione riflettuta anche dalle discussioni circa l'adozione di una nuova bandiera di guerra per la Marina tedesca. Al momento della creazione della Reichsmarine il 6 marzo 1919, la bandiera in uso rimase provvisoriamente la vecchia insegna navale imperiale (Reichskriegsflagge) nel suo disegno adottato dal 1903: una croce scandinava nera sfrangiata di bianco su campo bianco, con al centro un disco bianco contenente la raffigurazione dell'aquila prussiana e nel cantone in alto a sinistra il tricolore imperiale a bande orizzontali nera-bianca-rossa con al centro una Croce di Ferro nera.

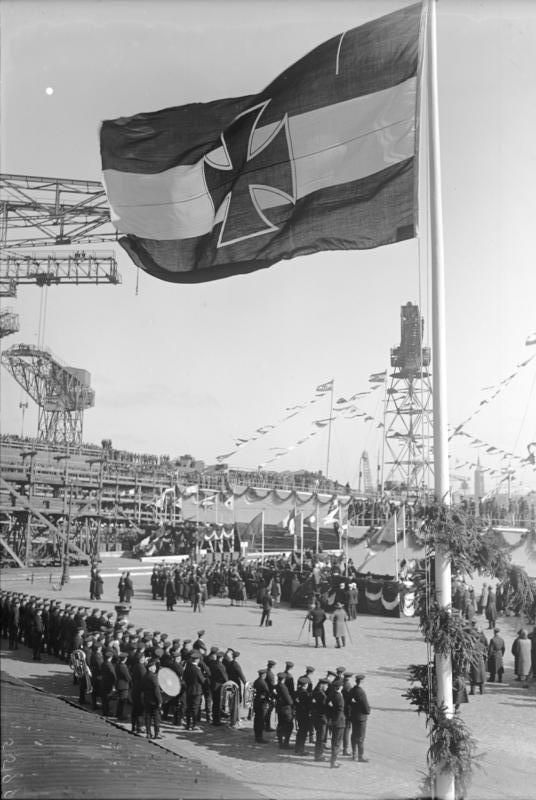
Una cerimonia a Wilhelmshaven il 15 marzo 1928 per il varo di quattro nuove torpediniere classe Möwe; in primo piano la nuova insegna navale della Reichsmarine

Il 27 settembre 1919 un decreto del ministro della Difesa Gustav Noske impose l'adozione di una nuova insegna navale: strettamente basata sulla precedente, differiva solo per la sostituzione dell'aquila prussiana con la nuova "aquila repubblicana" e della bandiera imperiale nel cantone con il nuovo tricolore repubblicano a strisce orizzontali nera-rossa-gialla, sempre con al centro una croce di ferro nera; la disposizione di Noske rimase però di fatto lettera morta e la nuova insegna ufficiale non entrò in pratica mai in uso: i vertici della Marina, primo tra tutti l'ammiraglio von Trotha, si rivelarono ostili all'adozione dei nuovi simboli repubblicani come del resto i partiti conservatori di destra, e il Freikorps del capitano Ehrhardt continuò a impiegare la Reichskriegsflagge imperiale al posto della bandiera nazionale . Il disegno dell'insegna navale repubblicana fu soggetto a varie modifiche: un regolamento sulle bandiere per tutti i ministeri della repubblica datato 14 settembre 1920 presentò un nuovo disegno dell'aquila centrale, opera dell'artista Karl Schmidt-Rottluff, che tuttavia ottenne solo un forte rifiuto, mentre una bozza di regolamento sulla bandiera del 19 ottobre 1920 propose l'abolizione dello stemma centrale e una diversa proporzione della croce scandinava, rimanendo comunque anch'esso senza attuazione pratica.
Dopo un'estesa riprogettazione, una nuova insegna navale fu proposta con il regolamento sulle bandiere nazionali dell'11 aprile 1921 trovando infine l'approvazione dei vertici della Reichsmarine: l'insegna era in pratica una riedizione della bandiera di bompresso della Kaiserlche Marine, ovvero il tricolore imperiale a bande orizzontali nera-bianca-rossa con al centro una croce di ferro nera, ma con l'aggiunta nell'angolo in alto a sinistra di una miniatura del tricolore repubblicano nero-rosso-giallo; l'insegna della marina mercantile era identica ma senza la croce di ferro, mentre la nuova bandiera di bompresso era uguale all'insegna navale ma con la croce di ferro e la miniatura della bandiera repubblicana di maggiori dimensioni. La nuova insegna entrò quindi ufficialmente in uso il 1º gennaio 1922.
Nel corso degli anni 1920 si susseguirono svariate proposte di modifica della bandiera nazionale, sempre legate alla contesa tra i partiti repubblicani e quelli conservatori fedeli alla tradizione imperiale; varie proposte non ufficiali di modifica furono avanzate anche per l'insegna navale: gli araldisti e vessillologi Ottfried Neubecker ed Erich Wolf proposero nel 1926 un tricolore a strisce orizzontali nera-gialla-rossa con al centro una croce di ferro nera, l'araldista Manfred Eimer propose nello stesso anno un'insegna completamente bianca con al centro una croce di ferro nera sovraimpressa da uno scudo giallo contenente l'aquila repubblicana, mentre una nuova proposta di Neubecker, chiaramente ispirata alle insegne navali di Norvegia e Svezia, prevedeva una bandiera a coda di rondine o "a gagliardetto" consistente in una croce scandinava rossa bordata di giallo su campo nero. L'unica modifica ufficiale si ebbe con un decreto del 14 marzo 1933, dopo l'avvento al potere di Hitler: la miniatura del tricolore repubblicano fu rimossa e la croce di ferro centrale ingrandita e spostata leggermente verso la parte dell'asta. Questa rimase l'insegna della Reichsmarine fino alla sua trasformazione in Kriegsmarine nel 1935.